# Norther

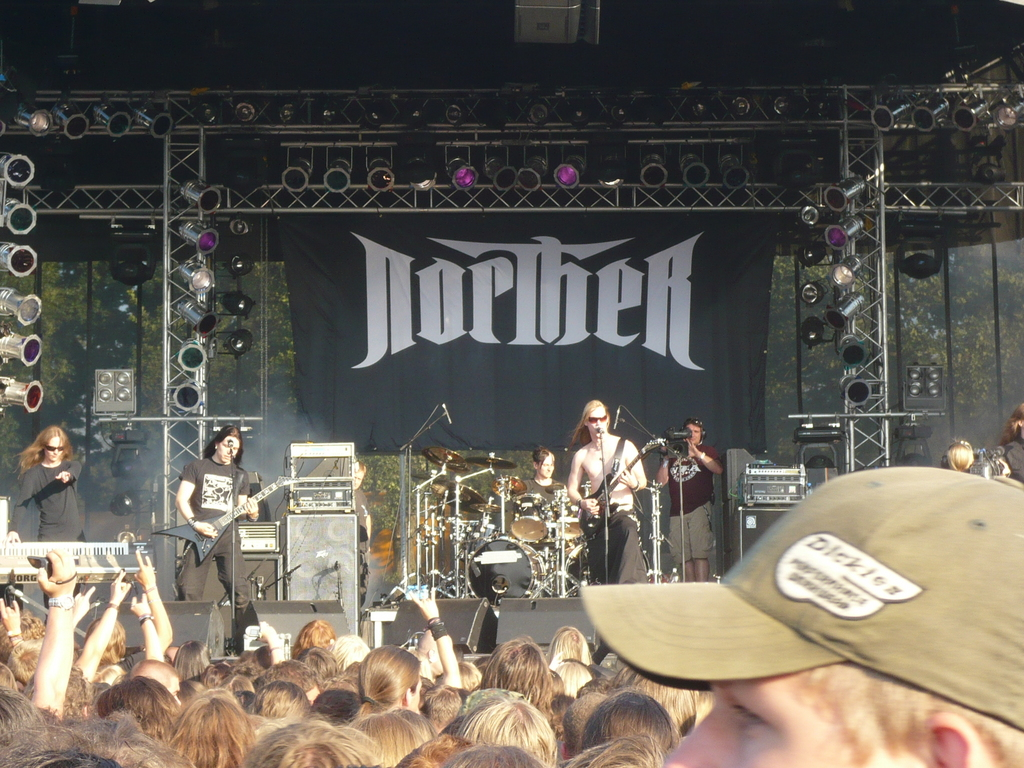
Norther, concert la Wacken

Norther este o formație finlandeză de heavy metal, a cărei stil conține elemente de death metal, black metal și power metal. Au fost influențați de formația Children of Bodom.

## Biografia
Formația a debutat la începutul anului 1996 sub numele Requiem și se compunea din chitaristul Petri Lindroos și bateristul Toni Hallio, acompaniați de alți doi muzicieni. 
Printre problemele inerente oricărui început figura lipsa unui spațiu pentru repetiții, dar la sfârșitul anului 1997, chitaristul Alexander Kuoppala (ex-Children of Bodom) reușește să obțină o sală excelentă la Lepakko. 
Formația își schimbă numele în Decayed. Dar norocul nu le-a surâs prea mult timp: sala de repetiții a fost demolată. Dezamăgiți, ceilalți doi muzicieni îi părăsesc pe Lindroos și Hallio. Aceștia caută un loc pentru repetiții și noi membri pentru formație. La începutul anului anului 2000, îl găsesc pe chitaristul Kristian Ranta. Trupa redevine activă și cu ajutorul fraților Sebastian și Joakim Ekroos (prieteni ai lui Lindroos), și înregistrează un demo sub noul nume Norther și astfel vor semna un contract cu Spinefarm Records.

## Albume de studio
- Dreams of Endless War  (2002)
- Mirror of Madness  (2003)
- Death Unlimited  (2004)
- Till Death Unites Us  (2006)
- N (2008)
- Circle Regenerated  (2011)